# 巴颜
巴顏（—690年），保加爾人，老大保加利亞汗國庫弗拉特汗長子。他統治的地方是黑海以北的波塔瓦至阿速海一帶草原。
在668年，他曾經與克里米亞開戰。得到克里米亞。後來670年被可薩人攻擊。這支保加爾人離開南俄至伏爾加河中游建國（伏爾加保加利亞）。另一支與他有關的就留下。現在的克里米亞韃靼人、伏爾加韃靼人及巴爾卡爾人也是這兩支的後人。